# Кельнська школа живопису

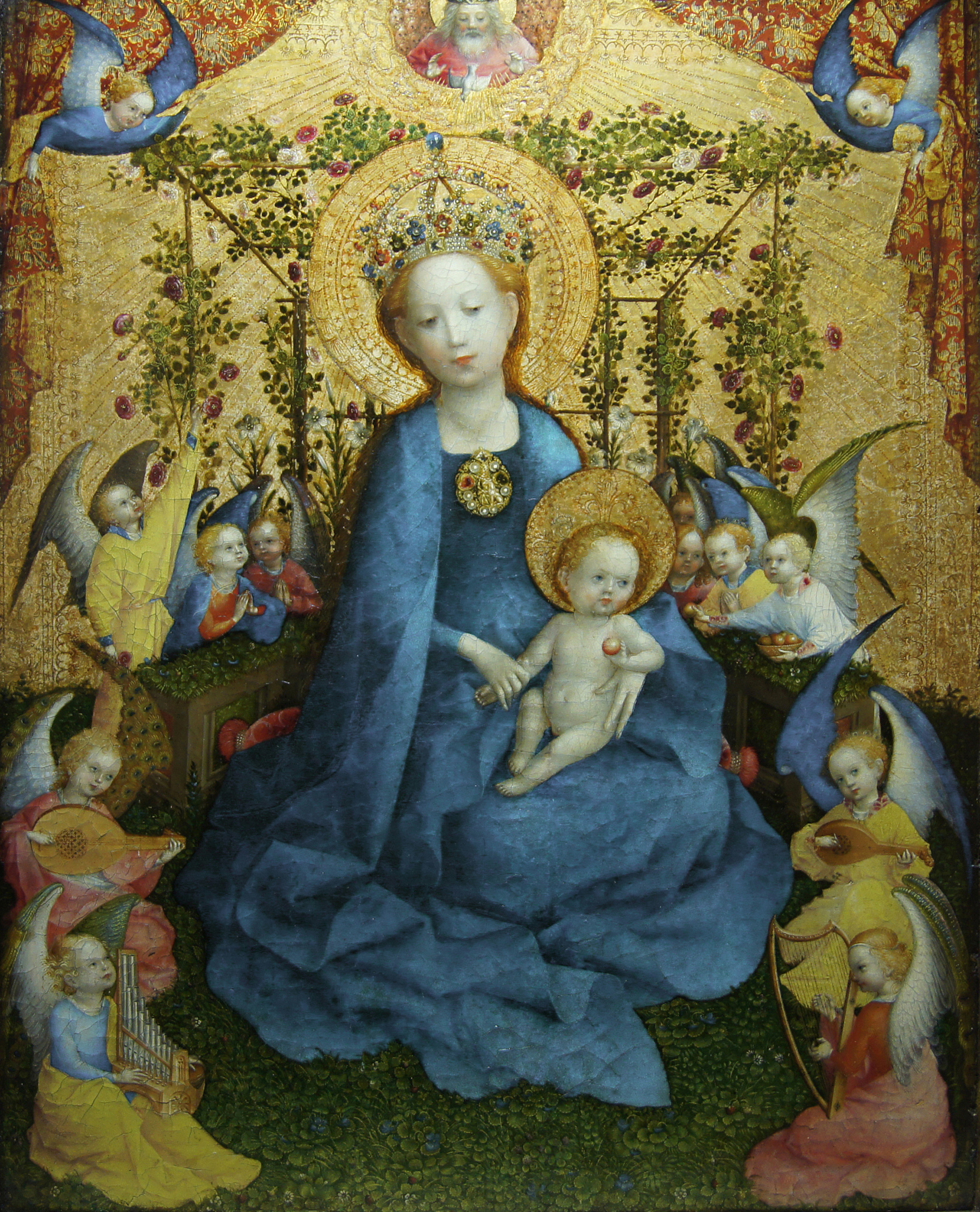
«Мадона». Штефан Лохнер

Кельнська школа живопису (нім. Kölner Malerschule) — умовна назва групи німецьких художників, що діяли в місті Кельні та нижньому Рейні (ці землі були частиною архієпископства Кельнського) з 1300 до 1550 року. Відіграла головну роль у розвитку інших німецьких шкіл живопису. Сам термін «Кельнська школа» виник в XIX столітті. Більшість робіт художників школи зосереджені в гессенському земельному музеї Дармштадту, Старій пінакотеці в Мюнхені, Музеї Вальрафа-Ріхарца

## Історія
Початок було покладено близько 1300 року створенням ілюстрованих життєписів архієпископів Кельна та святих. До 1360 року відноситься розпис першого вівтаря Кельнського собору. Оскільки його будівництво тривало досить довго, то за цей час на вівтарями працювало багато митців.
Розвиток школи умовно поділяють на 3 періоди. Характеризується створенням книжних мініатюр (початок поклав Йоганнес фон Фалькенбург) та невеликих вівтарних зображень, найвідомішим з яких є «вівтарний поліптих Клариси» у Кельнському соборі (1360—1370 років). У цей час тут також працював Вільгельм Кельнський. Тривав до 1400 року, коли до Кельна прибув Майстер Святої Вероніки, який розпочав новий стиль школи.
Другий період тривав до 1460 року. На цей час припав розквіт Кельнської школи. Він пов'язаний з діяльністю Майстра Святої Вероніки і Стефана Лохнера. Характеризується впливом міжнародної готики.
Третій період характеризується діяльністю Майстра життя Марії, Майстра Варфоломійського вівтаря, Молодшого Майстра Пресвятої Богородиці та Майстра Кельнської легенди Урсули. Їхній стиль сформувався під впливом фламандського живопису, насамперед Рогіра ван дер Вейдена. Діяли до 1520-х років. Наприкінці існування Кельнської школи її найяскравішим представником став Бартоломеус Брюйн Старший.

## Характеристика
Найбільш значимими факторами, що вплинули на розвиток цієї школи, були послідовно: французький живопис XIV століття, переважно дрібномасштабні роботи, насамперед ілюстровані рукописи; мистецтво пізньої готики, насамперед стиль Сієнської школі живопису, що сформувалася під впливом візантійських традицій; міжнародне готичне мистецтво; фламандський живопис.
Основними темами є релігійні. Представлена насамперед численними вівтарями, де відбилися різні художні стилі. Провідні майстри поєднують в своїх творах задушевність експресії з красою, ясністю і спливчатостью фарб і з м'якістю виконання. Найбільш відомим є вівтарний образ Кельнського собору (1426 рік).

## Відомі представники
- Йоганнес фон Фалькенбург
- Майстер Святої Вероніки
- Вільгельм Кельнський
- Майстер Святого Северина
- Штефан Лохнер
- Майстер життя Марії
- Бартоломеус Брюйн Старший